# Lamproblatta ancistroides
Lamproblatta ancistroides är en kackerlacksart som beskrevs av Rehn, J. A. G. 1930. Lamproblatta ancistroides ingår i släktet Lamproblatta och familjen storkackerlackor. Inga underarter finns listade i Catalogue of Life.